# 岩浆房

一个层状火山

岩浆房，或稱為岩漿庫，是在地下约1至13公里处由熔岩及火山灰气体形成的直径数十米至数十公里的熔岩集合库。岩浆来源于此处，相邻的岩浆房之间通常有导管，岩石在高温下溶解并且产生熔岩，在一定温度下通过导管上升。岩浆房内的岩浆上升到地表，从而引发火山爆发，接触与其温度差比较大的气体（如常温下大气层内的气体）时会产生爆炸并释放火山灰。